# The Giant Horse of Oz
The Giant Horse of Oz, publicado em 1928, é o vigésimo-segundo livro sobre a terra de Oz, série criada por L. Frank Baum, e o oitavo livro escrito por Ruth Plumly Thompson. Foi ilustrado por John R. Neill.